# تاريخ مصر تحت حكم محمد مرسي
محمد مرسي هو الرئيس الخامس لجمهورية مصر العربية والأول بعد ثورة 25 يناير، وأول رئيس مدني منتخب للبلاد، وقد تولى منصب رئيس الجمهورية في 24 يونيو 2012، وانقلب عليه وزير الدفاع عبد الفتاح السيسي في 3 يوليو 2013 بعد مظاهرات معارضة له وأخرى مؤيدة.

## قرارات صادرة
- 8 يوليو 2012: إلغاء حكم المحكمة الدستورية بحل البرلمان وإعادته للعمل، ولكن في اليوم التالي قامت المحكمة بحله مرةً أخرى.
- 14 يوليو 2012: حزمة من القوانين الخاصة بعلاوة العاملين في الدولة وقوانين أخرى.[3]
- 19 يوليو 2012: العفو عن 572 مسجونا مدنياً صدرت ضدهم أحكام من القضاء العسكري.[4]
- إلغاء الإعلان الدستوري المكمل ويقيل المشير طنطاوي ورئيس الأركان سامي عنان ويُعَيِّن الفريق أول عبد الفتاح السيسي قائدًا جديدًا للجيش.
- قراره بإنشاء ديوان المظالم.
- أصدر قراراً بقانون بالعفو الشامل عن جميع المتهمين والمعتقلين في الأحداث التي تمت لمناصرة ثورة يناير منذ أحداث الخامس والعشرين من يناير 2011 حتى توليه رئاسة الجمهورية في 30 يونيو 2012.
- إقالة النائب العام وتعيينه سفيراً لدى الفاتيكان. إلا أنه رجع عن قراره، وقال أحد مستشاريه أنها ترقية وليست إقالة.
- دعم الفلسطينيين سياسيا ومعنويا أثناء التصعيد على غزة ودفع الدبلوماسية المصرية للتوسط والتنسيق لحل الأزمة.
- الإعلان الدستوري المكمل (نوفمبر 2012) الذي أقال النائب العام وحصن القرارات السيادية لحين انتخاب مجلس شعب جديد.

## خطب وأحاديث
1. 23 يوليو 2012: كلمة للأمة بمناسبة ذكري ثورة 23 يوليو[5] بالإضافة إلى 40 خطاباً آخر القاه اشهرها خطاب في استاد القاهرة بمناسبة احتفالات أكتوبر.

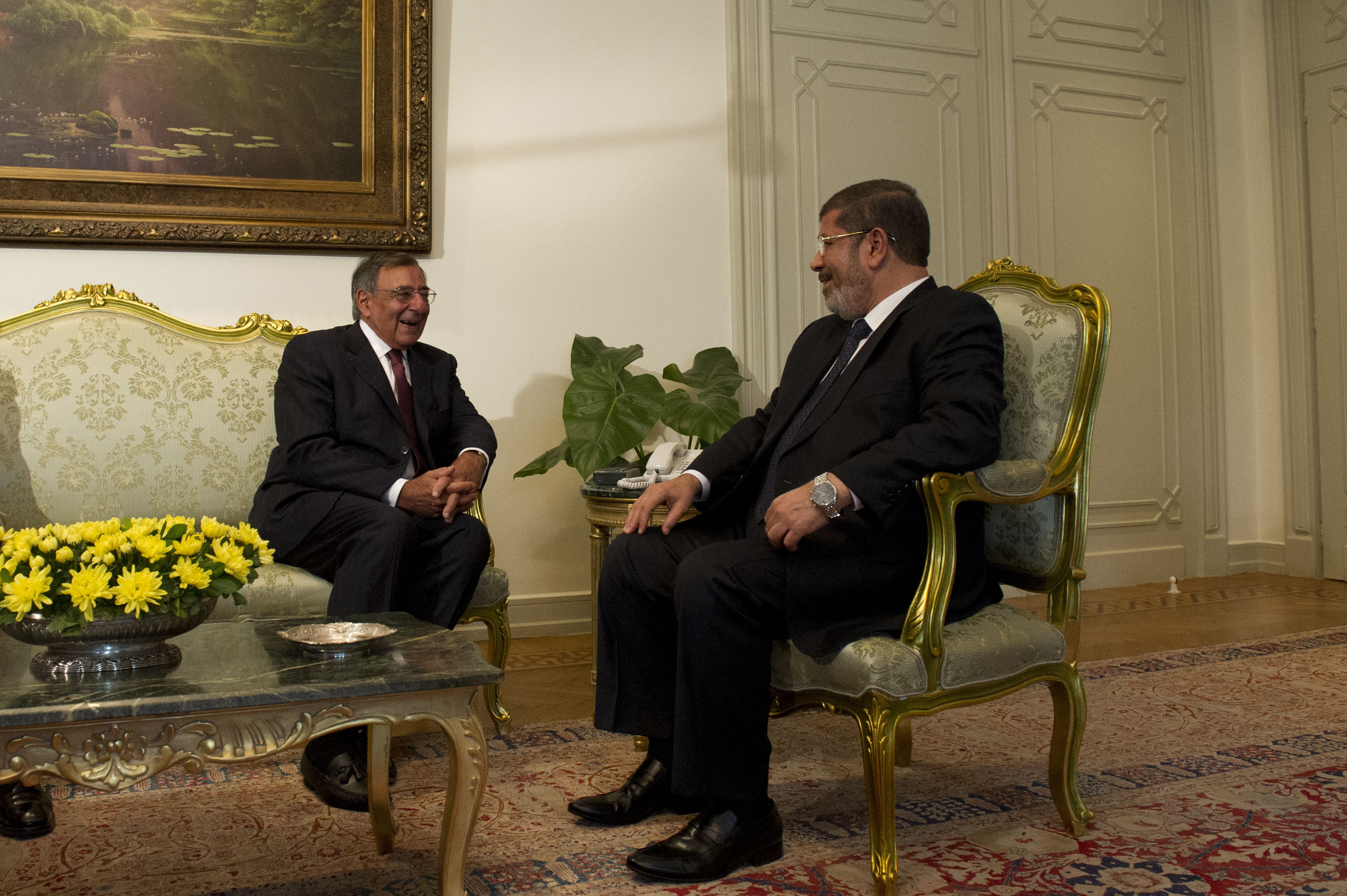
لقاءه بليون بانيتا وزير دفاع الولايات المتحدة

## زيارات ومقابلات

### زيارات ولقائات مع مصريين
1. 14 يوليو 2012: السفير محمد رفاعة الطهطاوي - السيد حمدي قنديل
2. النقاش مع الحكومة خطوات تنفيذ خطة الـ100 يوم[6]

### زيارات ومقابلات داخلية لأجانب
1. 13 يوليو 2012 السيد منصف المرزوقي رئيس جمهورية تونس
2. 14 يوليو 2012: الوزيرة هيلاري كلينتون
3. 18 يوليو 2012: السيد محمود عباس أبو مازن رئيس السلطة الفلسطينية
4. 19 يوليو 2012: البارونه كاثرين أشتون الممثل السامي للاتحاد الأوروبي للشئون الخارجية والسياسة الأمنية

### زيارات ومقابلات خارجية لأجانب
1. 11 يوليو 2012 - السعودية: خادم الحرمين الشريفين الملك عبد الله بن عبد العزيز آل سعود[7]
2. حضور القمة الأفريقية[8]
3. حضور قمة عدم الانحياز: طهران - إيران

كما زار الصين وإيطاليا وبلجيكا وإثيوبيا وأوغندا وروسيا وألمانيا وحضر جلسة الامم المتحدة وألقى خطاباً لمدة 30 دقيقة كما التقى هناك برئيسة وزراء أستراليا

#### زيارة الرئيس مرسي لتركيا
أكد الرئيس محمد مرسي أن مصر لن تهدأ أو تستقر حتى يتوقف نزيف الدم في سوريا، وتزول القيادة السورية الحالية «الظالمة».
قال مرسي، في كلمة خلال المؤتمر العام الرابع لحزب العدالة والتنمية التركي، أمس: «ما يحدث في سوريا من قتل وذبح للشعب السوري صباح مساء يدمي قلوبنا، ونحن نؤيد الشعب السوري في جميع خياراته»، واصفاً الوضع في سوريا بأنه «مأساة هذا العالم والقرن».
وتابع الرئيس: «إن الشعبين المصري والتركي يسعيان إلى دعم ومعاونة الشعوب التي تتحرك وتثور لتنال حرياتها، وتزيح حكامها الذين يحكمونها بالحديد والنار والديكتاتورية»، مشيراً إلى أن دول الربيع العربي تحتاج إلى دعم تركيا في مرحلة ما بعد الثورات.
وقبل مشاركته في مؤتمر «العدالة والتنمية»، التقى «مرسي» نظيره التركي عبد الله جول، في مقر الرئاسة بالعاصمة أنقرة، حيث بحثا علاقات التعاون الثنائية، وعدداً من القضايا الإقليمية والدولية، وفي مقدمتها الملفان الفلسطيني والسوري، كما التقى مرسي رئيس الوزراء رجب طيب أردوغان

## برنامج المائة يوم
تعهد مرسي بحل مشكلات المرور والأمن والوقود والخبز والنظافة إلا أنه لم يحقق سوى 9 وعود من أصل 64 وشرع في تنفيذ 24 وعد آخر فقط مما أزادت الاحتجاجات العمالية والإضرابات مثل إضراب سائقي الميكروباص والأطباء والمعلمين وآخرين مما إعتبره البعض فشل في تنفيذ وعوده
بعد حكم الرئيس مرسي للجمهورية مرت البلاد بحالات استثنائية يقول مؤيدوه أنها سبب تعطيل اتمام برنامج الـ 100 يوم الذي يقولون أنه يحتاج ظروف مثالية بينما يرى المعارضون أنه كان عليه تنفيذ هذه التعهدات تحت أي ظرف.

## الإعلان الدستوري
في يوم 22 نوفمبر 2012 أصدر الرئيس محمد مرسي إعلانا دستوريا مكملاً تضمن ما وصفه بالقرارات الثورية. وتضمن حزمة من القرارات منها:
- جعل القرارات الرئاسية نهائية غير قابلة للطعن من أي جهة أخرى (مثل المحكمة الدستورية) منذ توليه الرئاسة حتى انتخاب مجلس شعب جديد.
- إقالة النائب العام المستشار/ عبد المجيد محمود واستبداله بالمستشار/ طلعت إبراهيم.
- إمداد مجلس الشورى واللجنة التأسيسية بالحصانة (لا تُحل كما حدث لمجلس الشعب) وتمديد الأخيرة بفترة سماح شهرين لإنهاء كتابة دستور جديد للبلاد.
- إعادة محاكمات المتهمين في القضايا المتعلقة بقتل وإصابة وإرهاب المتظاهرين أثناء الثورة.

وقد قامت عدة مظاهرات معارضة وأخرى مؤيدة لهذه القرارات مما اضطر الرئيس لتعطيل بعض المواد الموجودة بهذا الإعلان.

## الفريق الرئاسي المساعد
- نائب الرئيس: محمود مكي[11]

في يوم الأثنين 27 أغسطس 2012 أعلن ياسر علي المتحدث باسم رئيس الجمهورية محمد مرسي أسماء الفريق الرئاسي، حيث قرر الرئيس محمد مرسي تعيين كلا من باكينام الشرقاوي مساعدا لرئيس الجمهورية للشؤون السياسية، وعصام الحداد مساعدا لرئيس الجمهورية للشؤون الخارجية والتعاون الدولي، وسمير مرقص مساعدا لرئيس الجمهورية لملف التحول الديمقراطي، وعماد الدين عبد الغفور مساعدا لرئيس الجمهورية عن ملف التواصل المجتمعي.
وأعلن ياسر علي كذلك أنه تم تشكيل هيئة استشارية لرئيس الجمهورية مكونة من 17 عضوا، هم:
| - أحمد محمد عمران - أميمة كامل السلاموني - أيمن أحمد علي | - أيمن الصياد - حسنين الزرقا - حسين القزاز | - خالد علم الدين - رفيق حبيب - سكينة فؤاد | - سيف عبد الفتاح - عصام العريان - عماد حسن عبد الله | - عمرو الليثي - فاروق جويدة - محمد سليم العوا | - محمد عصمت سيف الدولة - محيي حامد محمد |